# ウイザート
ウイザートとは、日本の競走馬である。おもな勝ち鞍は1949年の阪神3歳ステークス、セントライト記念など。3歳から4歳時にかけて6度のレコード勝利を含む、中央競馬連勝タイ記録の11連勝を記録した。

## 経歴
デビューは3歳7月に札幌競馬場で迎え、初戦は僅差の2着だった。二戦目の未勝利戦で浅見国一が手綱を取って優勝し、以後浅見とのコンビで快進撃を始める。続く二週間後の3歳オープン戦を6馬身差、レコードタイムで制すると、その後も連戦連勝。ハイレコードなど当時の関西有力馬を全く寄せ付けず、3歳時はこの年創設された西の3歳王者決定戦・阪神3歳ステークスを含め8戦7勝、うちレコード勝ち4回という驚異的な成績を残した。通常ならば翌年のクラシックへの最有力候補となるところだったが、ウイザートは出生時にクラシック登録をされていなかったため、4歳になってもクラシックとは縁のないオープン戦を走り続けた。4歳初戦は再びレコードで圧勝。二走目に選んだハンデキャップ競走では、出走馬中ずば抜けて重い64kgの斤量を課せられたが、ハイレコード(58kg)をクビ差退けた。その後4月末のオープン戦レコード勝ちに至って、とうとうクリフジ、トサミドリに並ぶ11連勝を達成した。
しかし、クラシック初戦の皐月賞から10日後に出走した優勝呼馬戦で、圧倒的1番人気を裏切って3着に敗れ、連勝記録は途絶えた。次走は勝利したがその後再び連勝を始めることはできず、夏に出走した札幌記念では1歳年上の二冠馬トサミドリに完敗の3着。秋になってオープン戦とセントライト記念を連勝したが、その次の毎日王冠では9着と初の大敗を喫した。その後はオープン平場戦などの一般競走をいくつか勝ったのみで、大きなタイトルは加えられないまま、5歳夏に出走した函館記念4着を最後に競走馬を引退した。1952年より種牡馬として当初は宮崎県、北海道日高を経て最終的には宮崎県に戻って供用されたが、障害競走と地方競馬の重賞優勝馬を1頭ずつ出したのみの成績に終わった。1959年3月に馬伝染性貧血に罹患したのが原因で、家畜伝染病予防法に基づき殺処分となった。
全32戦中26戦で手綱を取った浅見は、「ウイザートにクラシック登録があったなら、三冠は無理でも、一つか二つは必ず勝っていた」と回想している。ウイザートが3、4歳時に3戦全勝したハイレコードは、皐月賞で2着、菊花賞で優勝している。

### 馬齢別成績
- 3歳-8戦7勝（阪神3歳ステークス）
- 4歳-18戦10勝（セントライト記念）
- 5歳-6戦2勝

#### 主な産駒
- リユウゲツ（京都大障害・秋）
- サンセイカツプ（クイーン賞、キヨフジ記念、浦和・ゴールドカップ）
- ハツカリ（優駿牝馬2着。ダイシンボルガードの姉）
- キクノホマレ（京都盃2着）

## エピソード
多くの競馬小説を発表している作家の新橋遊吉は、友人と訪れた競馬場でたまたま目にしたウイザートの強さに惹かれて本格的に競馬を見始め、強さを誇りながらクラシックに出走できなかった悲劇性から、自身の作品やエッセイでたびたびウイザートを取り上げている。新橋の処女作品であり直木賞受賞作の『八百長』はウイザートに捧げられたもので、多少の脚色を交えながらその生涯をモデルとした馬「ハヤテオー」と、彼に心酔する若手騎手の物語となっている。

## 血統表
| ウイザートの血統（ザテトラーク系／5代内アウトブリード） | ウイザートの血統（ザテトラーク系／5代内アウトブリード） | ウイザートの血統（ザテトラーク系／5代内アウトブリード） | （血統表の出典）             | （血統表の出典）  |
| 父 *セフト Theft 1932 鹿毛                              | 父の父Tetratema 1917 芦毛                               | The Tetrarch                                            | Roi Herode                   | Roi Herode        |
| 父 *セフト Theft 1932 鹿毛                              | 父の父Tetratema 1917 芦毛                               | The Tetrarch                                            | Vahren                       |                   |
| 父 *セフト Theft 1932 鹿毛                              | 父の父Tetratema 1917 芦毛                               | Scotch Gift                                             | Symington                    | Symington         |
| 父 *セフト Theft 1932 鹿毛                              | 父の父Tetratema 1917 芦毛                               | Scotch Gift                                             | Maund                        |                   |
| 父 *セフト Theft 1932 鹿毛                              | 父の母Voleuse 1920 鹿毛                                 | Volta                                                   | Valence                      | Valence           |
| 父 *セフト Theft 1932 鹿毛                              | 父の母Voleuse 1920 鹿毛                                 | Volta                                                   | Agnes Velasques              |                   |
| 父 *セフト Theft 1932 鹿毛                              | 父の母Voleuse 1920 鹿毛                                 | Sun Worship                                             | Sundridge                    | Sundridge         |
| 父 *セフト Theft 1932 鹿毛                              | 父の母Voleuse 1920 鹿毛                                 | Sun Worship                                             | Doctorine                    |                   |
| 母 白漣 1934 栗毛                                       | 母の父*レヴユーオーダー Review Order 1923 栗毛          | Grand Parade                                            | Orby                         | Orby              |
| 母 白漣 1934 栗毛                                       | 母の父*レヴユーオーダー Review Order 1923 栗毛          | Grand Parade                                            | Grand Geraldine              |                   |
| 母 白漣 1934 栗毛                                       | 母の父*レヴユーオーダー Review Order 1923 栗毛          | Soligena                                                | Pericles                     | Pericles          |
| 母 白漣 1934 栗毛                                       | 母の父*レヴユーオーダー Review Order 1923 栗毛          | Soligena                                                | Accuracy                     |                   |
| 母 白漣 1934 栗毛                                       | 母の母第三シルバーバツトン 1916 栗毛                    | *ブレアーモアー Blairmore                               | Blairfinde                   | Blairfinde        |
| 母 白漣 1934 栗毛                                       | 母の母第三シルバーバツトン 1916 栗毛                    | *ブレアーモアー Blairmore                               | Woollahra                    |                   |
| 母 白漣 1934 栗毛                                       | 母の母第三シルバーバツトン 1916 栗毛                    | *シルバーバツトン Silver Button                         | Bachelor's Button            | Bachelor's Button |
| 母 白漣 1934 栗毛                                       | 母の母第三シルバーバツトン 1916 栗毛                    | *シルバーバツトン Silver Button                         | Queen of the Florin F-No.4-g |                   |

父セフトは当時のリーディングサイアー。曾祖母シルバーバットンは「シルバーバットン系」と呼ばれる名牝系の祖で、その系統からは多くの名馬が出ており、ウイザートの従弟にあたるダイナナホウシュウも11連勝を達成している。